# Ardahan (település)
Ardahan (grúzul: არტაანი , oroszul: Ардаган, örményül: Արդահան;) a törökországi Ardahan tartomány központja, lakossága 2008-ban 16 923 fő volt. Az 1877–78-as orosz-török háború során Oroszország fennhatósága alá került, 1918 márciusában adták vissza az Oszmán Birodalomnak. 1926-tól 1992-ig Ardahan Kars tartomány része volt. 1992-ben Ardahan tartomány létrehozásával a város tartományi központ lett.